# Yangzhou
32°23′N 119°25′Ø / 32.383°N 119.417°Ø
Yangzhou (forenklet kinesisk: 扬州; traditionel kinesisk: 揚州; pinyin: Yángzhōu) er en by på præfekturniveau i provinsen Jiangsu ved Kinas kyst til det Gule Hav. Præfekturet har et areal på 6.634 km2 heraf 988,81 km2 i byområdet
og en befolkning på 4.592.500 mennesker, heraf
1.151.300 i byområet (2007). Byen ligger ved Kejserkanalen. Der er påvist bosættelser i Yangzhou så tidlig som 400 år før Kristus. Byen er et ledende økonomisk og kulturelt center i området.
Præfekturet ligger på nordbredden af Yangtzefloden. Det grænser til Nanjing i sydvest, Huai'an i nord, Yancheng i nordøst, Taizhou i øst og over floden mod syd ligger Zhenjiang. I vest har præfekturet også et kort stykke grænse til provinsen Anhui.

## Administrative enheder
Yangzhou består af tre bydistrikter, et amt og tre byamter:
- Bydistriktet Guangling (广陵区), 69 km², 310.000 indbyggere (2004), regeringssæde;
- Bydistriktet Weiyang (维扬区), 87 km², 280.000 indbyggere;
- Bydistriktet Hanjiang (邗江区), 824 km², 550.000 indbyggere;
- Amtet Baoying (宝应县), 1.461 km², 920.000 indbyggere;
- Byamtet Yizheng (仪征市), 901 km², 590.000 indbyggere;
- Byamtet Jiangdu (江都市), 1.330 km², 1,06 mill. indbyggere;
- Byamtet Gaoyou (高邮市), 1.962 km², 830.000 indbyggere.

## Historie
Yangzhous historie går tilbage til Vår- og høstannalernes tid da byen hed Guangling 廣陵. Omkring år 590 e.Kr. begyndte navneskiftet til Yangzhou, som egentlig var et områdenavn for et stort omliggende område.
Beliggenheden ved Yangtze og Kejserkanalen gjorde byen til et ledende kulturelt og økonomisk center og en vigtig havn for udenrigshandelen fra Tang-dynastiets tid (618-907).
Yangzhou er landskendt for de tre haver Shouxihu Gongyuan, Ge Yuan og He Yuan. De stammer alle tre fra Tang-dynastiets tid og er et yndet turistmål på grund af sin klassiske stil. Udenfor Kina er særlig mange japanere tiltrukket af byen, for grundlæggeren af den japanske buddhisme, munken Daming Si, kom fra et kloster ikke langt fra den gamle bygrænse. Men kan se japansk indflydelse gøre sig gældende i tre af byens pagoder; de er gaver fra Japan og genspejler japansk byggestil.
Byen var en kort stund hovedstad for kongedømmet Wu under De fem dynastiers og ti kongedømmers tid.
Fra 900-tallet til 1300-tallet var byen en kulturel højborg, og mange af tidens fremste kinesiske digtere og kunstnere boede her. Nævnes kan også de otte eksentrikere fra Yangzhou, en gruppe malere som boede her, skønt noget senere end da byen havde sin guldalder.
Af kulturhistorisk betydning er de godt bevarede islamiske grave fra Song-dynastiets tid, ved Chang Jiangs bredder.
Marco Polo skal have gjort tjeneste her under den mongolske kejser Kublai Khan fra omkring 1282 til 1287. Selv om nogle versioner af Polos memoarer gør det nærliggende at tro at han var guvernør der, er det mere rimeligt at antage at han havde en opgave knyttet til saltudvindingen. Forestillingen om at Marco Polo skal have været guvernør i byen skyldes sandsynligvis en afskriftsfejl eller misforståelse i et gammelt manuskript.
Opdagelsen af en gravsten fra 1342 for en Katarina Vilioni, medlem af en italiensk handelsfamilie i Yangzhou vidner om at byen havde et mærkbart indslag af italienske handelsfolk i 1300-tallet. Det var under Ming-dynastiet (1368-1644) at byen fik sin nuværende struktur og sine ni km lange bymure.
Yangzhou var åsted for en ti dage lang massakre i 1645 da Qing-erobrenes styrker rykkede frem. Massakren er skildret i Yangzhou shiri ji av Wang Xiuchu.
Frem til 1800-tallet var Yangzhou et vigtigt center for handelen med salt (som var et statsmonopol), ris og silke.
Yangzhouoptøjerne i 1868 var en hændelse med stor betydning for anglokinesiske relationer, og førte næsten til krig. Krisen opstod fordi mandariner i byen var modstandere af den protestantiske mision som gik for sig der. Det kom til optøjer og en rasende folkemængde på 8.000-10.000 kinesere gik til angreb på hovedkvarteret til det britiske China Inland Mission i Yangzhou. De plyndrede, brændte og gik til angreb på missionærene under ledelse af Hudson Taylor. Ingen missionærer blev dræbt, men flere blev skadet da de måtte flygte for livet. Da han fik melding om optøjerne sejlede den britiske konsul i Shanghai, Sir Walter Henry Medhurst med 70 Royal Marines i en «Manovar» op af Yangtzefloden til Nanjing som en styrkedemonstration. Det endte med at den kinesiske visekonge der, Zeng Guofan, kom med en offentlig beklagelse og betalte skadeserstatning til de skadede missionærer.
Fra Taipingoprørets tid (1853) til den kommunistiske magtovertagelse (1949) sank Yangzhou hen som følge af krigsskader og dårlig vedligeholdelse af Kejserkanalen på en tid da jernbanetransport overtog mere og mere transport. Men senere er kanalen blevet sat i stand igen, og Yangzhous betydning har tiltaget. Byen har så udviklet nogle nye industrier, særlig bomuld og tekstiler. Først i 2004 fik Yangzhou direkte jernbaneforbindelse med Nanjing.
Kinas tidligere præsident Jiang Zemin var født og opvokset i Yangzhou.
Yangzhou er berømt for sine lakarbejder og jadefigurer.

## Trafik
Kinas rigsvej 328 i provinsen Jiangsu løber fra Nanjing via blandt andet Yangzhou til Nantong.